# Свято-Миколаївський храм (Золоте)
Свято-Миколаївський храм — храм, розташований у місті Золоте Луганської області. Пам'ятка архітектури місцевого значення. Кам'яна Миколаївська церква споруджена 1896 року.

## Історія
Церква була збудована в 1896 році у шахтарському селищі Золоте Гірсько-Іванівської волості Славяносербського уїзда Екатеринославської губернії. Збудована була з каменю та покрита залізом.
Неподалік від церкви знаходилась садиба священика та дві школи. Одна — церковно-приходська (яка фінансувалася храмом з 1908 року), друга належала руднику. Своєї землі церква не мала. Служба у церкві проходила до 1919 року, потім храм був закритий та розграбований, купол було знесено. Під час Другої світової війни в церкві знаходились майстерні шахти «Золоте». Храм був знову відкритий в 1943 року.

### Духовенство
Перший настоятель — Іоан Трохимович Попов, 1867 року народження, семінарію закінчив в 1890 році у церкві з 1896 р. мав 4 дітей, які навчалися у школі. В післявоєнні роки, з 1956 — настоятелем храму був протоієрей Олександр до самої смерті, з 30 травня 2001 — священнослужитель Федір Коваленко, після його смерті настоятелем став протоієрей Миколай Бриль. З 2014 р. — ієрей Вадим.

## Категорія охорони
Державний реєстр національного культурного надбання за рішенням облради № 54 від 20.02.92: